# Side-car
 (février 2015).
Si vous disposez d'ouvrages ou d'articles de référence ou si vous connaissez des sites web de qualité traitant du thème abordé ici, merci de compléter l'article en donnant les références utiles à sa vérifiabilité et en les liant à la section « Notes et références ».

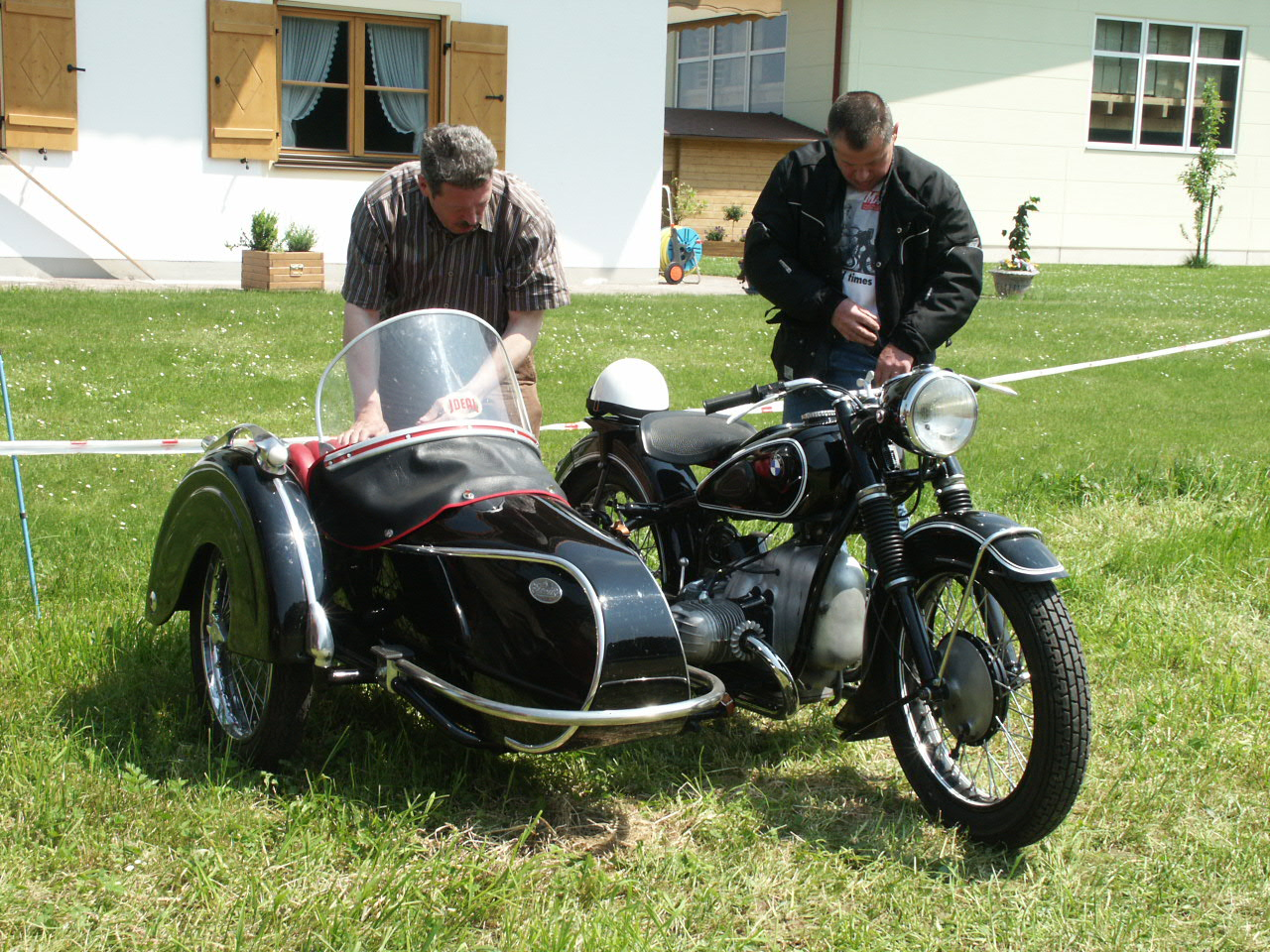
Side-car BMW R 51.

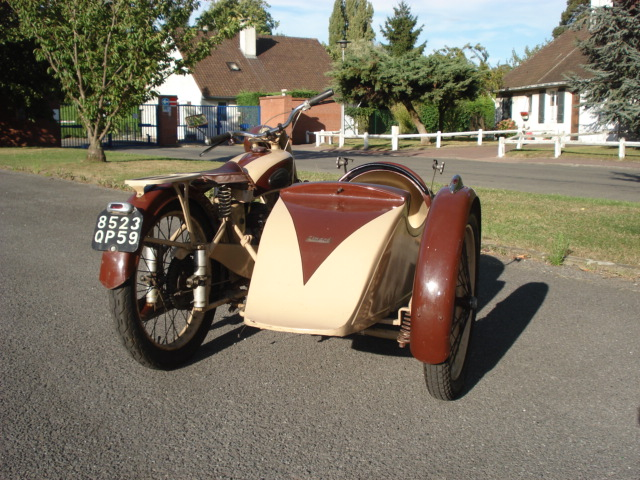
Side-car simard/Motobécane.

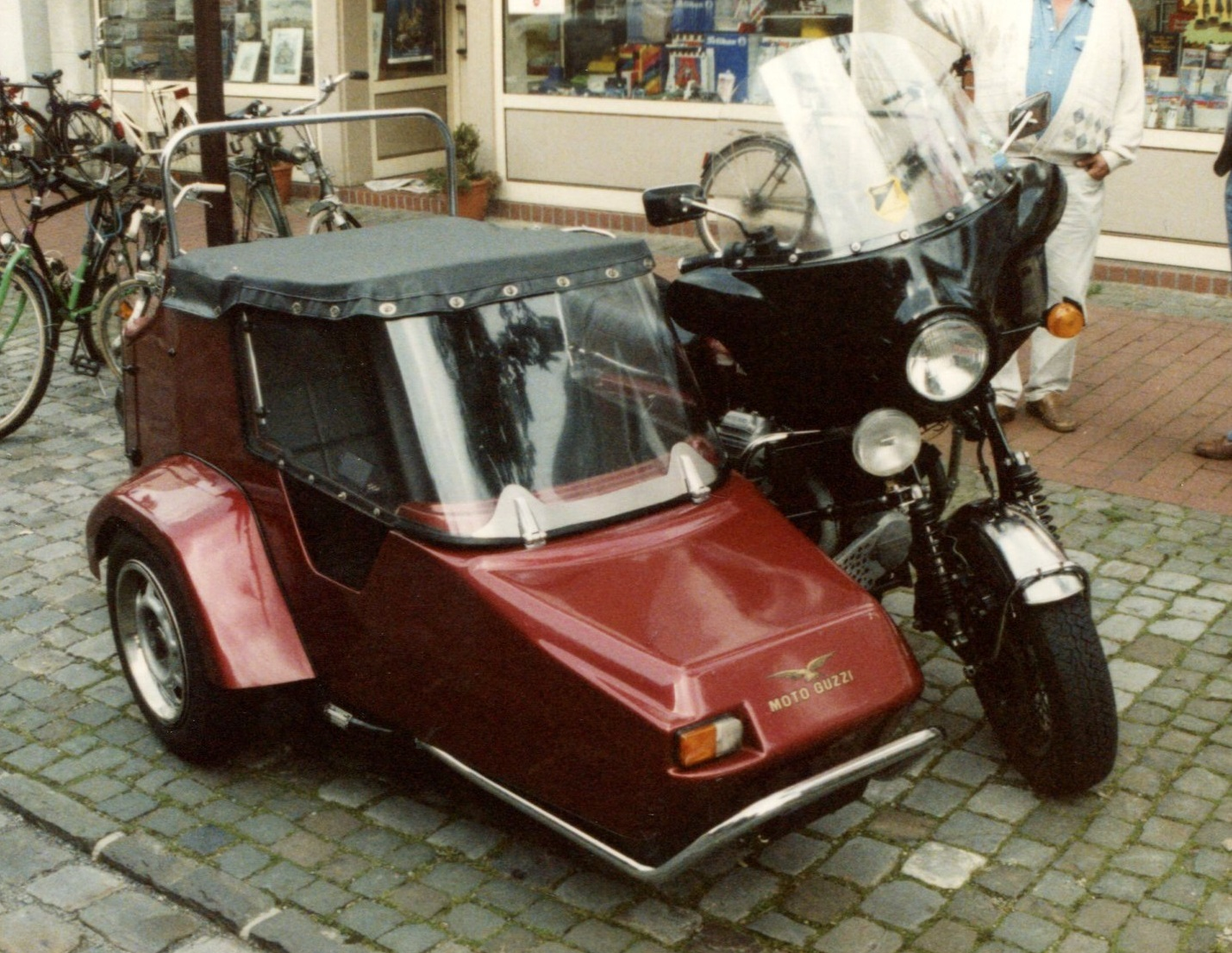
Side-car avec une cabine fermée Moto Guzzi.

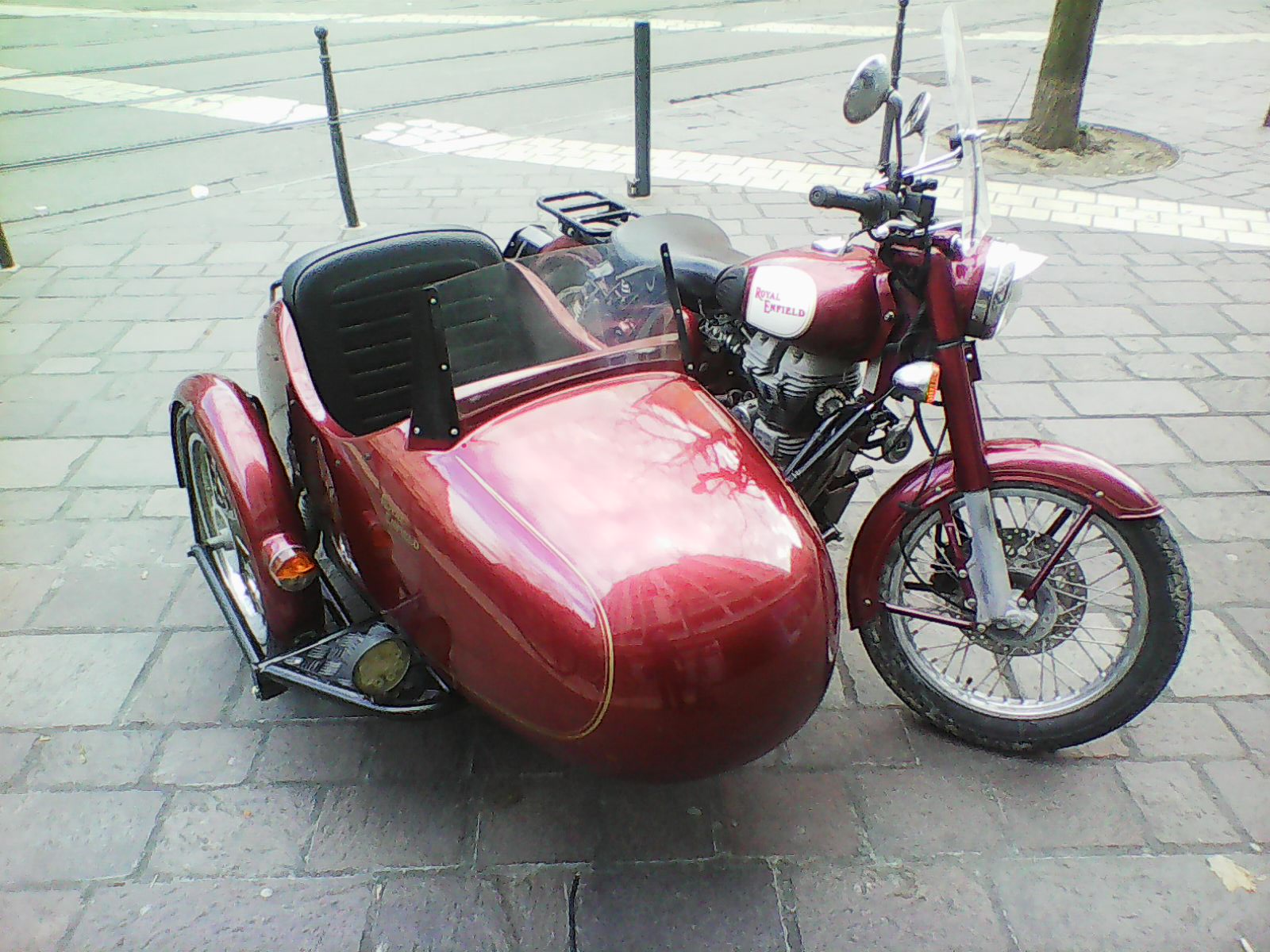
Side-car Royal Enfield.

Un side-car (en anglais sidecar, de side « à côté » et car « voiture », mot qui signifie pourtant le panier seulement) est une motocyclette pourvue d'une troisième roue latérale (à droite ou à gauche), permettant d'ajouter un « panier », généralement destiné à héberger un ou plusieurs passagers.
Le side-car réunirait les avantages de la moto et de la voiture (sensation de liberté, stabilité, etc.), mais également les inconvénients (circulation, stationnement, manque de protection contre les intempéries, etc.).
Un pilote de side-car est souvent appelé « side-cariste », et son passager, le « singe » (surtout en compétition).

## Histoire
Historiquement, le side-car est un ajout d'un panier (en osier au début) à une motocyclette ordinaire, qui conserve son architecture. Mais, bien vite, on a construit des side-cars issus de modifications importantes de la motocyclette d'origine (remplacement principalement de la fourche avant et des pneumatiques, plus plats, du fait de l'absence d'inclinaison dans les virages, renforcement du cadre) ou construction à partir de zéro pour la compétition. Le fabricant d'automobiles Jaguar fut fondé en 1922 comme fabricant de side-cars, the Swallow Sidecar Company.
Historiquement le side-car a d'abord été un véhicule utilitaire pour qui n'avait pas les moyens de s'offrir une voiture, même d'occasion. C'était, avant la Seconde Guerre mondiale et jusqu'aux années 1950, le moyen de transport type d'un jeune couple d'ouvriers avec un enfant, et, avec le tandem, l'un des premiers moyens de transport routier utilisé par les premiers vacanciers lors de l'instauration des congés payés en 1936 par le gouvernement du Front populaire. Ceci explique que des machines de cylindrée très modeste (comme le scooter Vespa, après guerre) aient pu être attelées.
De nombreuses firmes produisant des side-cars ont connu leur âge d'or à la fin des années 1930 : Watsonian et Swallow en Angleterre, Steib en Allemagne, Bufflier en France, Vélorex en Tchécoslovaquie. Les carrosseries montraient une très grande variété de styles : obus, fuselage, berline fermée, façon bateau, ou caisse carrée pour le transport.
En France, la société Bernardet, implantée à l'origine à Bourg-la-Reine et qui construit des modèles très équipés, remporte un grand succès et participe à des compétitions. Mais elle cesse de produire des side-cars dès 1948, ayant orienté l'année précédente sa production vers les scooters (dont elle est alors la pionnière en France), avant d'être mise en liquidation en 1959. Par contre, une autre entreprise française, Précision, fondée en 1935, poursuit toujours de nos jours la production de side-cars, en petite quantité. 
Les motos produites dans les pays de l'ancien bloc communiste comme la Jawa (associée à un side-car Vélorex) ou Motorrad- und Zweiradwerk, MZ (avec un side-car à carrosserie basculante fait maison) qui pouvaient être commercialisées attelées d'origine relèvent aussi de cet usage utilitaire.
Les livreurs de presse parisiens des NMPP ont longtemps utilisé des side-cars « porteur-presse » spécialement conçus pour eux par la firme Précision (dirigée par l'ancien champion de side-car Jean Murit) et les fabricants anglais ont produit le même type de caisses pour les dépanneurs automobiles de l'Automobile Association (side-cars jaunes) et du Royal Automobile Club (side-cars bleus) en Grande Bretagne.
Après la généralisation des voitures de tourisme à bon marché (en occasion, puis en neuf) l'usage utilitaire du side-car s'est peu à peu estompé, mais une autre frange de side-caristes, motivés par l'aspect sportif et l'envie de « rouler différent » sont venus prendre la relève. Avec cette nouvelle clientèle s'est opérée une montée en puissance et en cylindrée afin d'obtenir des performances comparables ou supérieures à celles d'une auto actuelle.

## Construction
Parmi les plus grosses modifications que subit l'architecture de la motocyclette, citons la roue du side motrice (BMW R75, Gnome et Rhône AX2, FN M12, Norton WD Big 4, Ural), ou la roue latérale reculée jusqu'au niveau de la roue arrière normale (engins de compétition du Suisse Biland). Un cadre tubulaire de motocyclette présente une certaine souplesse qui oblige à utiliser des subterfuges pour rendre conduisible un tel équipage.
Trois principes sont à retenir pour assurer une tenue de route et une maniabilité correctes. Ils nécessitent tous trois des réglages délicats qui varient selon la moto, sa puissance, le side-car (communément appelé « panier ») et le poids de l'ensemble :
1. La précession : distance d'avancement de la roue du side par rapport à celle de la roue arrière de la moto.
2. Le pincement : consiste à faire en sorte que la roue du side ne soit pas parallèle à l'arrêt avec celle de l'axe longitudinal de la moto. On fait un réglage pincé en marche avant et on joue sur le fait d'une géométrie variable à l'accélération qui rattrape le parallélisme.
3. Le carrossage : autre déformation géométrique, mais cette fois-ci dans le plan vertical. Il s'agit d'ouvrir l'axe vertical du side par rapport à celui de la moto de telle sorte qu'une fois en charge, il ait tendance à se corriger par géométrie variable.

Ces réglages s'influencent mutuellement.
Le panier de certains modèles de side-cars peut être enlevé, permettant ainsi de rouler avec la motocyclette en solo.
La conduite d'une machine attelée (surtout ancienne) est bien différente d'une moto solo et fonctionne très différemment suivant que les trois roues touchent le sol ou que la roue du panier est en l'air, et également suivant qu'on négocie une courbe à droite ou à gauche.(Cf infra paragraphe conduite) 
Les habitués des motos solo, même très expérimentés, ne sont pas exempts d'accidents plus ou moins sérieux lors de la prise en main d'un attelage, ce qui a inspiré une célèbre plaisanterie à Charles Krajka, pilote de side-car et importateur Moto-Guzzi en France : « Un side-car n'est ni une baignoire, ni un cercueil... mais quand même un peu des deux à la fois ».

## Conduite
Le side-car partage les mêmes commandes qu'une moto (le conducteur est assis à califourchon sur la selle, ses mains dirigent le guidon et utilisent ses commandes, et ses pieds sont sur des repose-pieds et commandent le frein arrière et le levier de vitesses) mais du fait de son asymétrie et de sa troisième roue, la conduite d'un side-car est radicalement différente de celle d'une moto. Cela nécessite un apprentissage. La moto vire inclinée, tandis que le side-car tourne à plat ; concrètement, pour un virage à gauche, le motard pousse légèrement le guidon à gauche (contre-braquage) et la moto s'incline à gauche, tandis que le side-cariste tire le guidon à gauche et le side-car reste à plat. Compte tenu de l'inertie du panier (situé à droite), les virages à droite se prennent plutôt en accélérant, tandis que les virages à gauche se prennent plutôt en ralentissant. Le frein avant aura tendance à faire pivoter le side-car à gauche. Si la roue du panier est munie d'un frein, l'usage du frein arrière laissera le side-car dans l'axe.
Le permis moto (permis A dans l'Union européenne et en Suisse, catégorie 6A au Québec) est nécessaire pour conduire un side-car sur les voies publiques.

## Tourisme
Certains sides de tourisme sont extrêmement luxueux : fermeture intégrale, stéréo, coffre à bagages, etc. Il existe de nombreux constructeurs européens : Hechard, Choda, Dedôme, Ms-r, Produc'side, Merlin, Watsonian, DJ Construction...
Le Zeus, tricycle de type side-car de chez Side-Bike représentant pour certains le « nec plus ultra » en matière de confort (siège accueillant deux adultes, ceinture de sécurité, chauffage, désembuage de l'habitacle, lecteur DVD...) sans oublier le comportement routier irréprochable grâce à deux roues motrices, deux roues directrices, et un ensemble moteur/boîte situé à l'arrière des passagers. Il est conçu à partir d'un châssis tubulaire complet et non pas à partir d'une moto et d'un panier. Le moteur de deux litres de cylindrée et seize soupapes, les roues, les freins et le tableau de bord sont issues du catalogue Peugeot.

## Compétition
Plusieurs types de side-cars existent : les side-car de piste (marques LCR, Seymaz, Shelbourne, Windle), les bassets (ce sont toujours des side-cars de piste mais ils sont plus anciens), side-cars de trial ou de moto-cross. Il y a les châssis long (F1) et les châssis court (F2). Les F1 sont généralement propulsés par des moteurs de 1 000 cm3 placés derrière le pilote et les F2 par des moteurs de 600 cm3 situés sous le ventre du pilote.

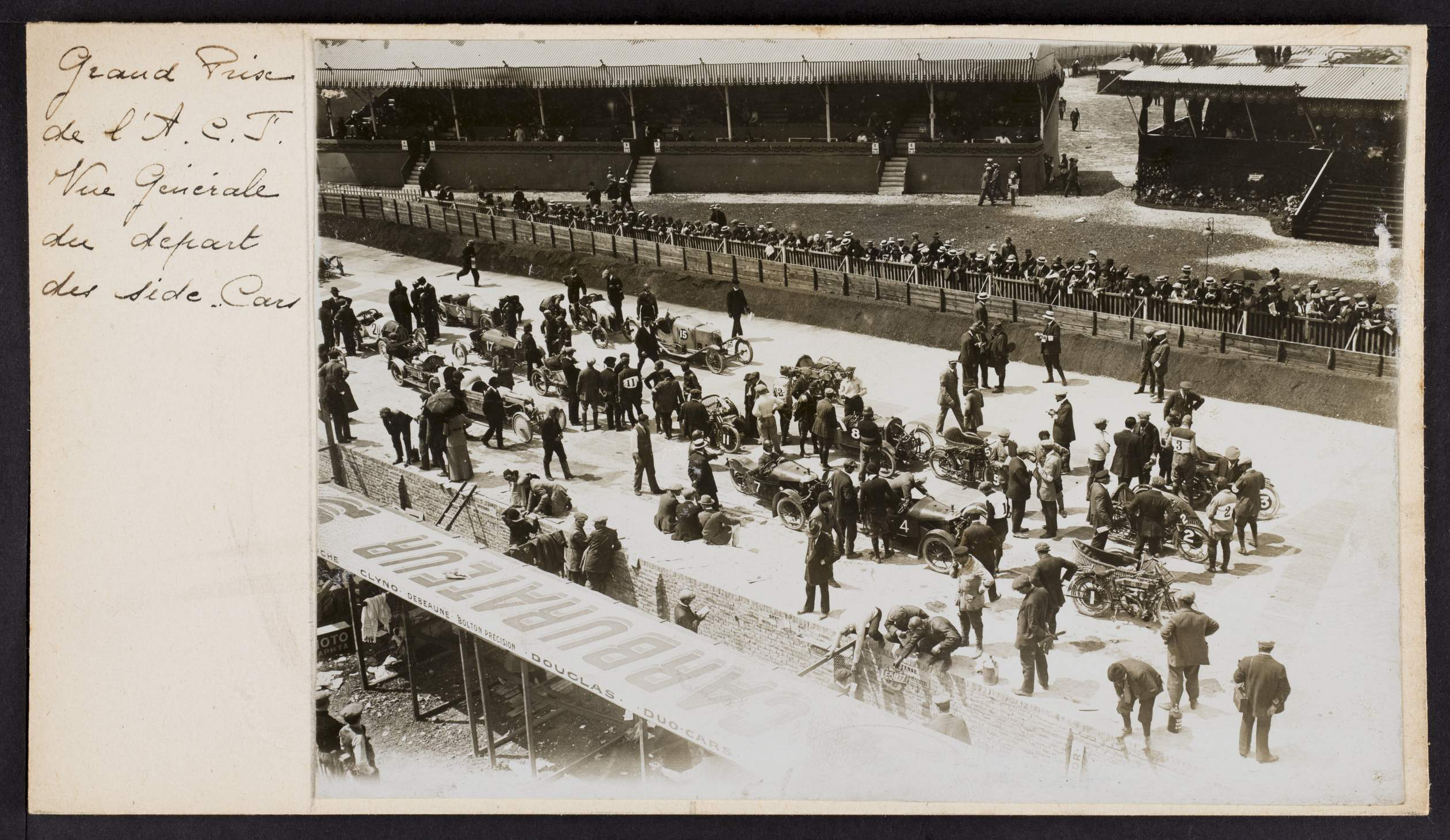
Le Grand Prix de l'A.C.F. des side-cars, au Mans en 1913.
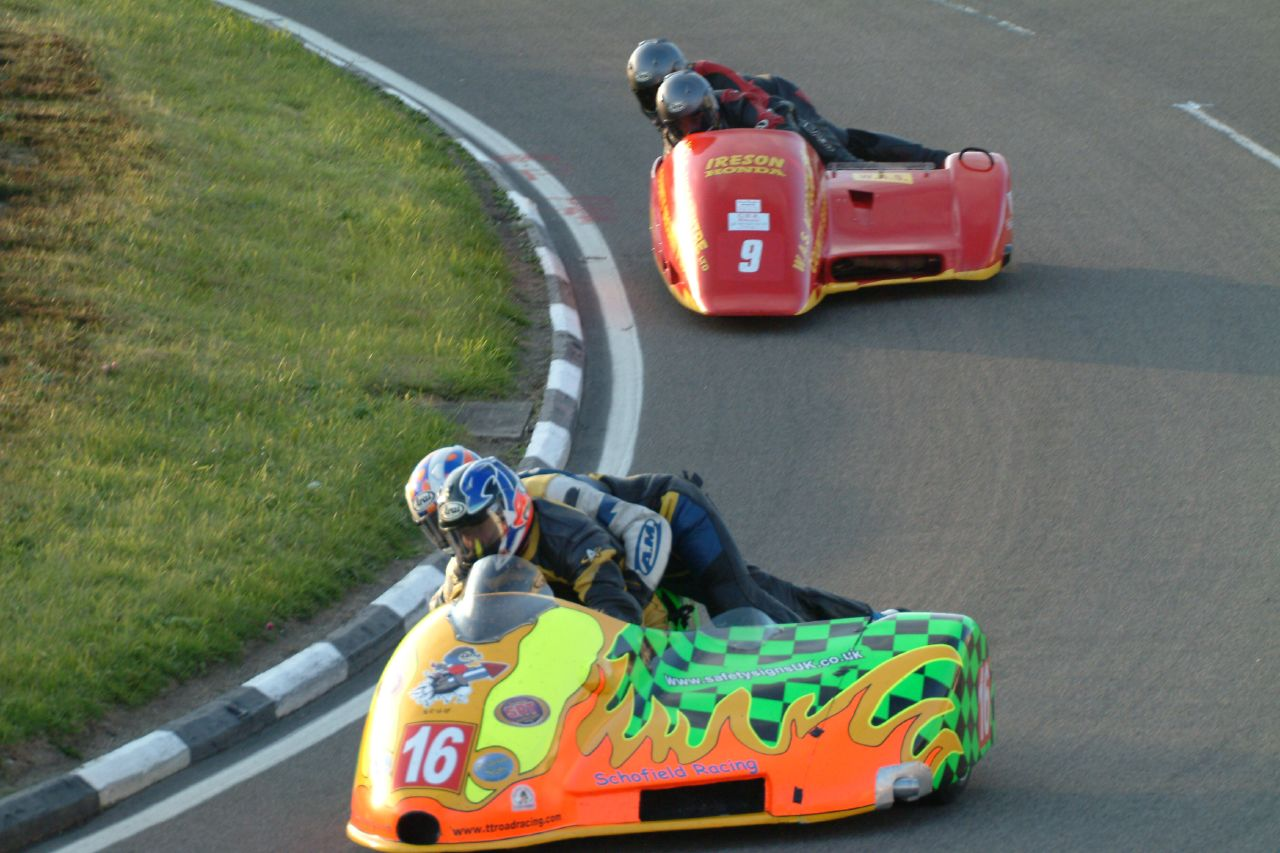
Side-cars en course au Tourist Trophy de l'île de Man (2007).
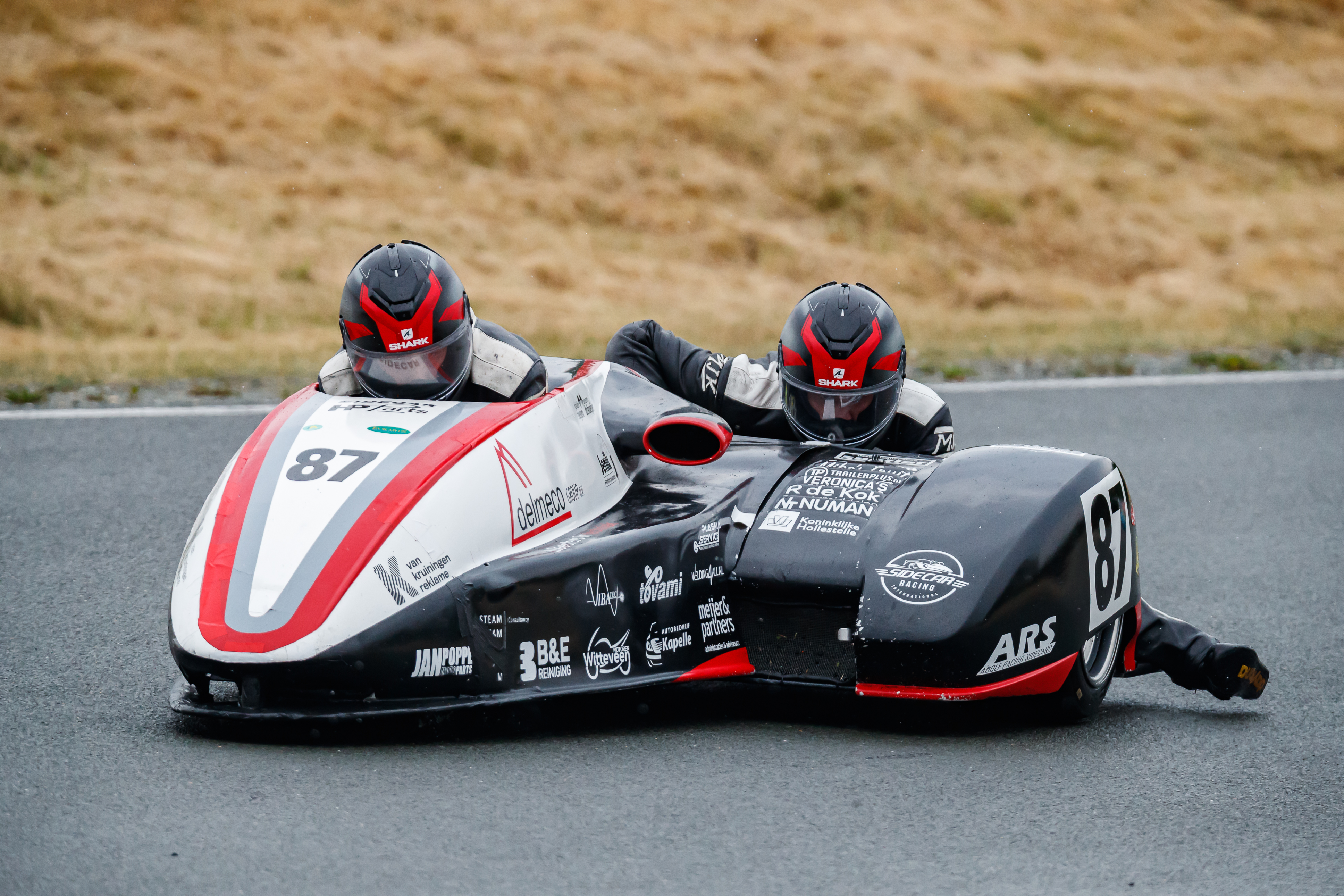
En course de side-car lors de IDM-Saison 2022 (de). Juillet 2022.

En France, le championnat de France des side-cars récents accueille les catégories F2 et F1 avec deux podiums distincts. Les circuits accueillant le championnat de France sont le circuit Bugatti (Le Mans), le circuit du Val de Vienne (Le Vigeant), le  circuit de Magny-Cours, le circuit de Lédenon, etc. L'étape française du championnat du monde de side-car est disputée sur le circuit Bugatti avec des F1.

### Piste
C'est dans les courses sur circuits ou sur routes qu'on voit le plus de side-cars.
Le pilote est couché à plat-ventre sur le moteur et le passager se déplace dans le plateau latéral, d'une manière souvent acrobatique. En cas d'architecture à deux roues arrière (véhicules de Biland), le passager reste assis sans bouger.

### Cross
Le side-car-cross, également connu sous le nom de « side-car motocross », est similaire au solo motocross mais avec un autre type de châssis et avec une équipe de deux personnes au lieu d'une seule, un pilote et un passager. Bien que n'étant pas confirmées, la plupart des sources semblent montrer que les débuts du side-car cross s'effectuèrent dans les années 1930 au Royaume-uni. Les courses sont très spectaculaires.

### Trial
Il existe aussi une discipline de trial, compétition consistant à passer des obstacles particulièrement ardus.

### Speedway et grass-track
En Angleterre et surtout en Australie, des courses de vitesse pour side-cars spécialement conçus pour ce type d'épreuves ont lieu sur piste en terre battue (speedway) ou en herbe (grasstrack (en)).

### Galerie

Différentes disciplines
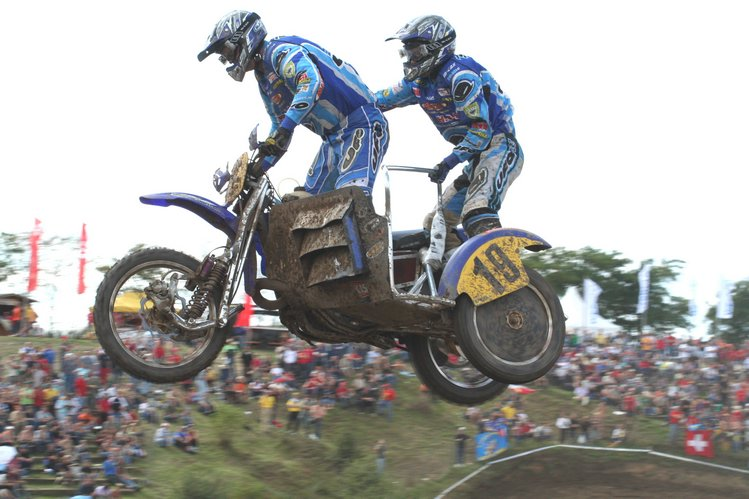
Side-car cross.
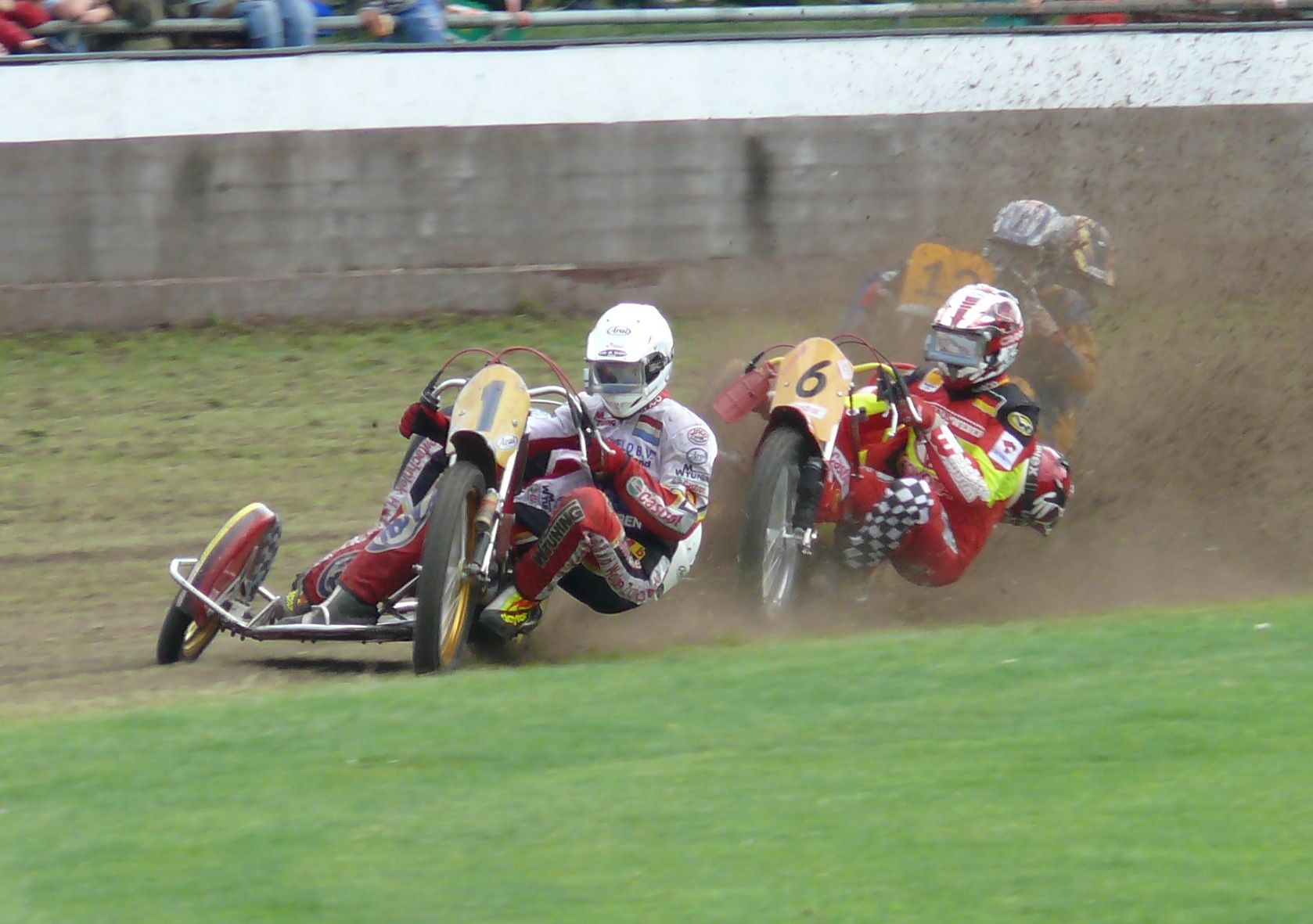
Side-car grass-track.
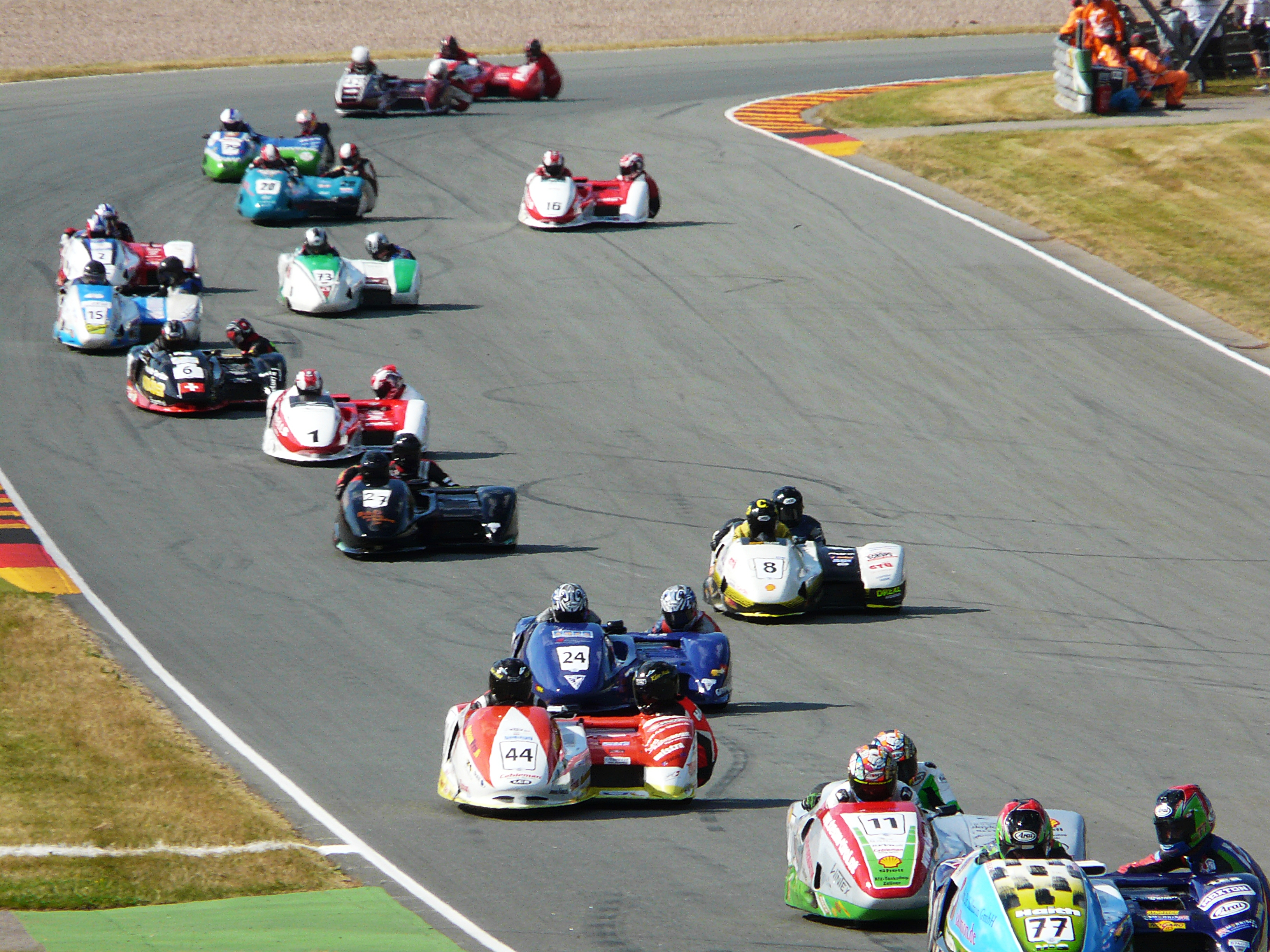
Side-car de vitesse.
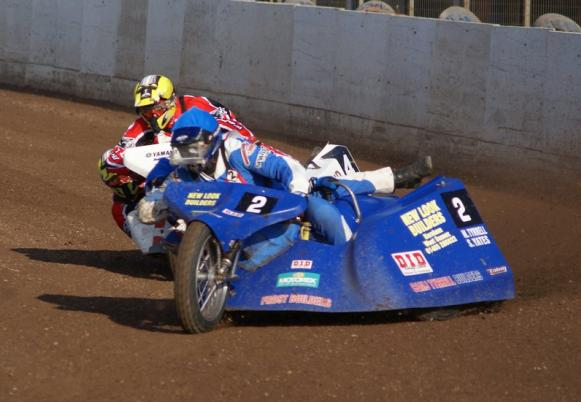
Side-car de speedway.
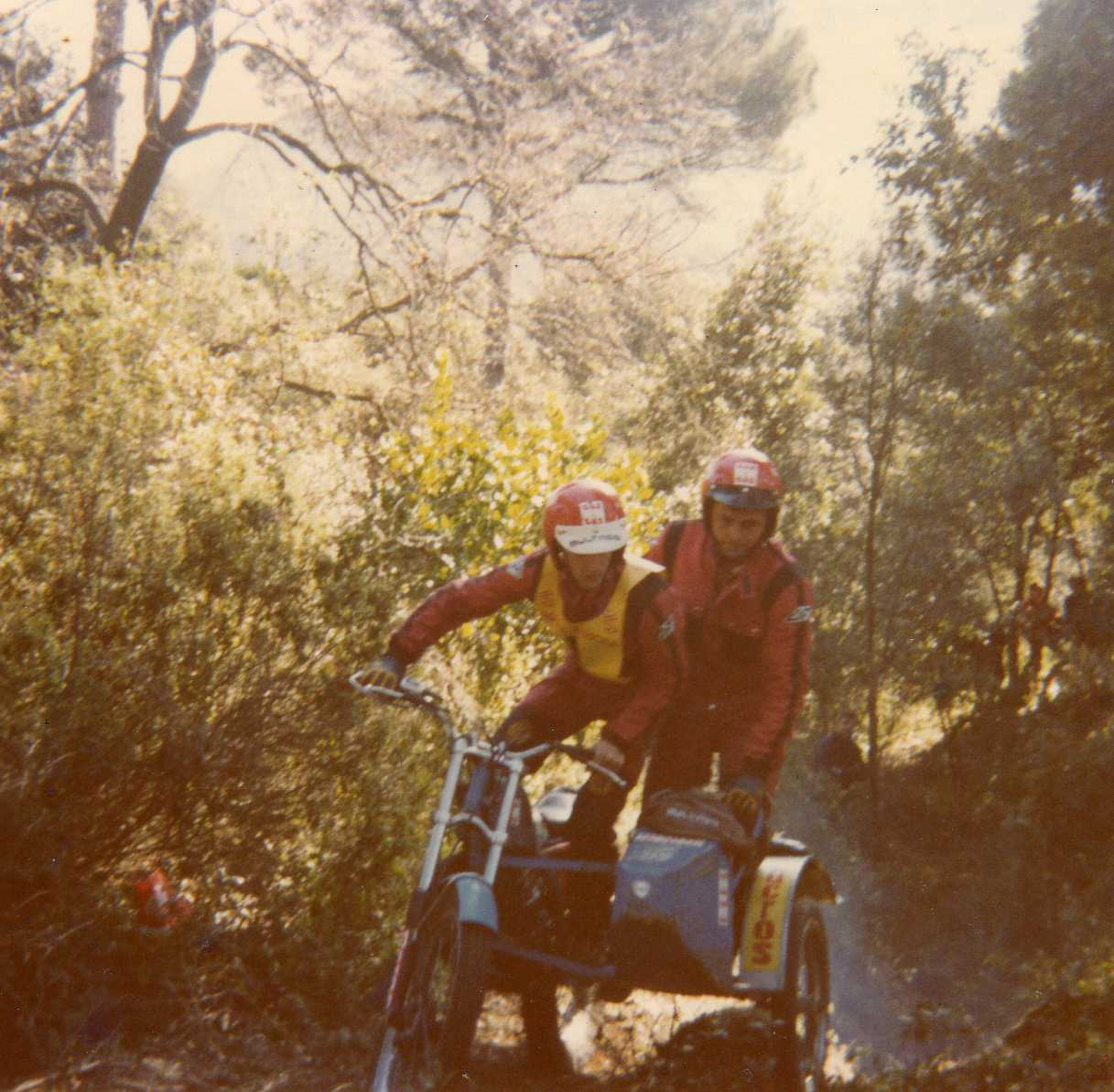
Side car trial.

## Usage militaire
Avant l'avènement de la jeep, avec ses 4 roues motrices et sa grande maniabilité, les armées mécanisées ont beaucoup utilisé les motos avec side-car comme transport, en particulier pour la reconnaissance à l'avant garde des troupes cheminant sur des routes carrossables.
L'armée française avait fait réaliser par la firme Gnôme et Rhône un modèle spécial avec  roue du side-car motrice, la 800 AX2. Les Anglais utilisaient la « Big four » de la firme Norton, les troupes italiennes des modèles spéciaux produits par Moto-Guzzi, et les troupes américaines (notamment les MP, policiers militaires) des Harley Davidson WLA et des Indian attelées, mais les motos-side-car militaires les plus célèbres sont probablement les attelages BMW R 75 (déclinées en type « Russie » et type « Afrika korps » pour s'adapter aux conditions météo de ces deux théâtres d'opérations de la Wehrmacht ) et Zündapp KS 750 (surnommés « éléphants verts » et « éléphants volants »).
Dans les deux cas et comme pour la Gnôme et Rhône française, les moteurs sont des bicylindres à plat (dits Flat-Twin ou Boxer), et la transmission finale se fait par arbre et couple conique, une solution qui élimine les problèmes de boue et de sable dans la chaîne secondaire. La roue du side-car est motrice mais un système d'accouplement rapide permet de revenir en quelques minutes à la configuration solo.
Réputées pour leur robustesse et leur capacité à circuler sur tous les terrains, y compris la neige et le verglas ces machines ont eu une seconde carrière civile après la Seconde Guerre mondiale et les enthousiastes de ces machines ont même fondé un rallye-concentration hivernal l' "Elefantentreffen" (rallye des éléphants) qui rassemblait des milliers de motards, d'abord dans le massif de l'Eifel près du Nurburgring avant de déménager à Salzbourg en Autriche.
Les brevets protégeant la conception des motos BMW et Zündapp étant passés dans le domaine public au titre des dommages de guerre, ces motos ont été abondamment copiées derrière le Rideau de Fer. En République démocratique allemande, une usine ex-BMW située à Eisenach a continué à produire les motos BMW sous la marque EMW (Eisenach Motoren Werken) avec le célèbre logo "à l'hélice" devenu rouge et blanc.
En Union soviétique, les motos Ural, encore produites aujourd'hui, sont des dérivés assez peu modifiés des BMW militaires, vendues attelées d'origine (la transmission à la roue du side-car a toutefois disparu des versions civiles).

## Réglementation en France
D'après le Code de la route, l'ajout d'un panier (de side-car) à une moto, ne change pas la classification de celle-ci, ce qui signifie qu'un side-car attelé reste une moto, avec ses particularités : 
- Port du casque obligatoire (pilote et passager), circulation de jour avec le feu de croisement, accès à la classe 5 sur l'autoroute…
- Pas de triangle de présignalisation, de feux de brouillard avant ou arrière, de feux de détresse obligatoires…

Si le panier d'un side-car est enlevé afin de rouler avec la motocyclette en solo, d'après le code de la route le certificat d'immatriculation (carte grise) doit comporter la mention « solo-side-car » ou « solo-side »,.
Le side-car a certaines spécificités : le panier doit avoir un feu de position à l'avant et à l'arrière, et un feu « Stop ». Les clignotants droits de la moto sont bien souvent déplacés sur le panier.
Hormis quelques rares exceptions, le nombre maximum de passagers est de deux. Les deux passagers peuvent être dans le panier, ou bien un dans le panier et un derrière le pilote.

## Littérature
Le romancier américain John Irving, célèbre pour ses personnages excentriques et non conformistes, a mis en scène, dans son roman L'Hôtel New Hampshire, un forain et son ours (nommé State of Maine) qui se déplacent dans un side-car attelé à une antique moto Indian... que l'ours pilote parfois, avec des conséquences allant du cocasse au désastreux.

## Cinéma
Un film de Jacques Becker sorti en 1947, Antoine et Antoinette met en scène les tribulations d'un couple d'ouvriers parisiens qui ne roule pas sur l'or (incarnés par Roger Pigaut et Claire Maffei). L'homme et la femme égarent un billet gagnant de la Loterie nationale puis le retrouvent après de multiples péripéties. Leur achat coup-de-cœur est un attelage moto-sidecar presque neuf (une puissante 500 Motobécane sport « superculasse » attelée à un sidecar Buflier). Dans les dernières images du film, on voit le couple, un sourire extatique sur le visage, filer plein gaz sur la route des vacances. Œuvre mineure de Jacques Becker, ce film a cependant une certaine valeur documentaire : en 1947, même avec un billet gagnant de la Loterie nationale, une voiture populaire (2 CV Citroën, 4 CV Renault ou Simca 6) était inaccessible (modèles pas encore produits en série, listes d'attente (3 ans pour la 2 CV !) prix élevé pour un couple d'ouvriers ; le side-car était ainsi un choix rationnel.